# 서울서부지방검찰청
서울서부지방검찰청(서울西部地方檢察廳)은 서울서부지방법원에 대응하여 항소사건에 대한 소송 유지 및 항고사건 처리와 행정소송을 비롯해 국가를 당사자로 하는 소송사건을 수행하고 진행을 돕기 위하여 설립된 대한민국 검찰청 서울고등검찰청 소속기관으로 서울서부지방검찰청 검사장은 차관급 예우를 받는다. 서울특별시 마포구 마포대로 174번지에 위치하고 있다.

## 연혁
식품안전과 관련된 사건을 잇달아 기소하여 2015년 2월 '식품안전 중점 검찰청'으로 지정되었던 서울서부지방검찰청은 2015년 3월 24일 '식품의약 안전 중점검찰청' 현판식을 갖고 "국민건강의 파수꾼 역할을 수행하겠다"고 다짐했다.

## 관할 구역
- 서울특별시
  - 4개구: 마포구, 은평구, 서대문구, 용산구

## 조직
- 지방검찰청장
- 차장검사
- 형사 제1부
  - 조사과
- 형사 제2부
- 형사 제3부
- 형사 제4부
- 형사 제5부
  - 수사과
- 공판부
  - 공판과
- 식품의약범죄형사부
- 여성아동범죄조사부
- 중요경제범죄조사단
- 사무국
  - 총무과
  - 사건과
  - 집행과

## 역대 검사장

### 지청장
- 제1대 최명선 1989년 9월 1일 ~ 1990년 11월 4일
- 제2대 김정길 1990년 11월 5일 ~ 1991년 7월 31일
- 제3대 이원성 1980년 2월 11일 ~ 1980년 6월 8일
- 제4대 송정호 1992년 8월 6일 ~ 1993년 3월 22일
- 제5대 박순용 1993년 3월 23일 ~ 1993년 9월 20일
- 제6대 이명재 1993년 9월 21일 ~ 1994년 9월 22일
- 제7대 진형구 1994년 9월 23일 ~ 1995년 9월 19일
- 제8대 김각영 1995년 9월 27일 ~ 1996년 7월 31일
- 제9대 신광옥 1996년 8월 1일 ~ 1997년 8월 26일
- 제10대 이동근 1997년 9월 1일 ~ 1998년 3월 30일
- 제11대 정충수 1998년 3월 31일 ~ 1999년 2월 28일
- 제12대 김영진 1999년 3월 1일 ~ 1999년 6월 8일
- 제13대 서영제 1999년 6월 17일 ~ 2000년 7월 14일
- 제14대 이종백 2000년 7월 26일 ~ 2001년 5월 30일
- 제15대 고영주 2001년 6월 14일 ~ 2002년 2월 17일
- 제16대 강충식 2002년 2월 18일 ~ 2003년 3월 20일
- 제17대 김태현 2003년 4월 1일 ~ 2004년 1월 31일

### 지방검찰청장
- 제1대 김회선 2004년 2월 1일 ~ 2004년 5월 3일
- 제2대 박종렬 2004년 6월 1일 ~ 2005년 4월 4일
- 제3대 조승식 2005년 4월 8일 ~ 2006년 2월 3일
- 제4대 이승구 2006년 2월 6일 ~ 2007년 3월 2일
- 제5대 김수민 2007년 3월 5일 ~ 2008년 2월 27일
- 제6대 안창호 2008년 2월 27일 ~ 2009년 1월 16일
- 제7대 정진영 2009년 1월 19일 ~ 2009년 8월 11일
- 제8대 곽상욱 2010년 2월 24일 ~ 2010년 7월 14일
- 제9대 남기춘 2010년 7월 15일 ~ 2011년 2월 7일
- 제10대 송해은 2011년 2월 8일 ~ 2011년 8월 21일
- 제11대 김현웅 2011년 8월 22일 ~ 2012년 7월 16일
- 제12대 정동민 2012년 7월 17일 ~ 2013년 4월 9일
- 제13대 조성욱 2013년 4월 10일 ~ 2013년 12월 23일
- 제14대 문무일 2013년 12월 24일 ~ 2015년 2월 10일
- 제15대 황철규 2015년 2월 11일 ~ 2015년 12월 23일
- 제16대 공상훈 2015년 12월 24일 ~ 2017년 7월 31일
- 제17대 신유철 2017년 8월 1일 ~ 2018년 6월 21일
- 제18대 이동열 2018년 6월 22일 ~ 2019년 7월 30일
- 제19대 조상철 2019년 7월 31일 ~ 2020년 1월 12일
- 제20대 장영수 2020년 1월 13일 ~ 2020년 8월 10일
- 제21대 노정연 2020년 8월 11일 ~ 2021년 6월 10일
- 제22대 이종근 2021년 6월 11일 ~ 2022년 5월 22일
- 제23대 한석리 2022년 5월 23일 ~ 2023년 9월 6일
- 제24대 이진동 2023년 9월 7일 ~ 2024년 5월 15일
- 제25대 김선화 2024년 5월 16일 ~ 2025년 7월 29일
- 제26대 임승철 2025년 7월 29일 ~